# Rico (artista de mangá)
Rico (りこ, 9 de maio ), nascida em Akita, é uma artista de mangá japonesa.

## Visão geral
Ela cria principalmente obras com o puro amor como tema para revistas adultas.
Preside o círculo doujin "Rico-ba". Em eventos como o Comiket, eles frequentemente participam em conjunto com o círculo doujin "Ico-ba", dirigido por Takashi Kiba.
Desde a década de 2000, ela publica seus trabalhos na revista de mangá erótico Manga Bangaichi e, em certa ocasião, afirmou: "A heroína principal tem uma aparência que pode ser classificada entre a de uma estudante e a de uma adulta trabalhadora, incluindo sua aparência física, como o tamanho dos seios." No entanto, as principais heroínas atualmente publicadas em Bangaichi são aquelas que se assemelham a lolis (ou até mais jovens). As características da heroína mudaram significativamente, com a aparência física e o corpo da heroína também correspondendo a uma idade mais jovem.

## Lista de trabalhos

### Tankoubon (Volumes encadernados)
Mangás adultos:
1. "Amaai Koishiyo♥" Publicado em outubro de 2008 (Lançado em 10 de outubro de 2008 [4] ), Core Magazine <Hot Milk Comics 275>,ISBN 978-4-86-252491-1
2. "Hachu ♡ Echi" publicado em novembro de 2009 (lançado em 10 de novembro de 2009 [4] ), Core Magazine <Hot Milk Comics 308>,ISBN 978-4-86-252748-6
3. "Sukisuki kiss ♡ " publicado em dezembro de 2010 (lançado em 24 de dezembro de 2010 [4] ), Core Magazine <Hot Milk Comics 336>,ISBN 978-4-86-252978-7
4. "Amaenbo ♡ " Publicado em novembro de 2011 (Lançado em 10 de novembro de 2011 [4] ), Core Magazine <Hot Milk Comics 362>,ISBN 978-4-86-436199-6
5. "Ore no kanojo ga meido de yome de, iroiro nan demo shichaimasu!?" Publicado em agosto de 2012 (lançado em 10 de agosto de 2012 [4] ), Core Magazine <Hot Milk Comics 379>,ISBN 978-4-86-436293-1
6. “Sekai de ichiban aishiteru ♥” Publicado em abril de 2015 (lançado em 18 de abril de 2015 [4] ), Core Magazine <Hot Milk Comics 415>,ISBN 978-4-86-436758-5
7. "Yoi koto ikenai houkago" publicado em junho de 2016 (lançado em 18 de junho de 2016 [4] ), Core Magazine <Megastore Comics 481>,ISBN 978-4-86-436921-3
8. “Onii-chan asobo♡ ” Publicado em setembro de 2017 (Lançado em 9 de setembro de 2017 [4] ), Core Magazine <Hot Milk Comics 438>,ISBN 978-4-86-653085-7
9. “Dono ko to asobu?"Lançado em 16 de maio de 2018 [5], Core Magazine <MEGASTORE WEB COMICS>, somente e-book
10. “Chiisana kanojo no mesuitchi ♡ ” Publicado em fevereiro de 2019 (lançado em 14 de fevereiro de 2019 [4] ), Core Magazine <Megastore Comics 570>,ISBN 978-4-86-653280-6

Para todas as idades:
- "Meiden Garden" serializado em ASCII Media Works " Dengeki Moeoh ", < Dengeki Comics >, todos em 1 volume
  1. Publicado em novembro de 2011 (Lançado em 26 de novembro de 2011 [6] )ISBN 978-4-04-886093-2
- “ Dai Toshokan no Hitsuji Kai - Lovely Librarians - ” Serializado em ASCII Media Works “ Dengeki HIME ” ( 2012-2014 ), <Dengeki Comics>, todos os 3 volumes

### Não Encadernado
Adulto
- Manga Bangaichi (revista principal)
  - Pretty Virgin (vol.293, setembro de 2014)